# Abelmoschus
Abelmoschus és un gènere de plantes amb flor de la família de les malvàcies, originària de l'Àfrica tropical, Àsia i el nord del Austràlia. Abans s'incloïa dins de Hibiscus, però ara es classifica com un gènere diferent. El nom del gènere deriva de l'àrab que significa 'pare de l'almesc' o 'font de l'almesc' fent referència a les llavors perfumades.

## Particularitats
L'espècie més coneguda d'aquest gènere és l'hortalissa coneguda amb el nom d'ocra (Abelmoschus esculentus). Abans les espècies del gènere Abelmoschus pertanyien al gènere Malva. Aquestes plantes són importants com a aliment de les erugues d'alguns lepidòpters, com les de la Chionodes hibiscella que mengen les fulles de A. moschatus.

## Taxonomia
Plants of the World Online inclou actualment:
- Abelmoschus caillei - (syn. Hibsicus manihot var. caillei)
- Abelmoschus esculentus - (syn. Hibiscus esculentus) - ocra, "dits de senyora"
- Abelmoschus ficulneus (L.) Wight i Arnott ex Wight
- Abelmoschus manihot - (syn. Hibiscus manihot) - aibika
- Abelmoschus moschatus - (syn. Hibiscus abelmoschus)

## Galeria

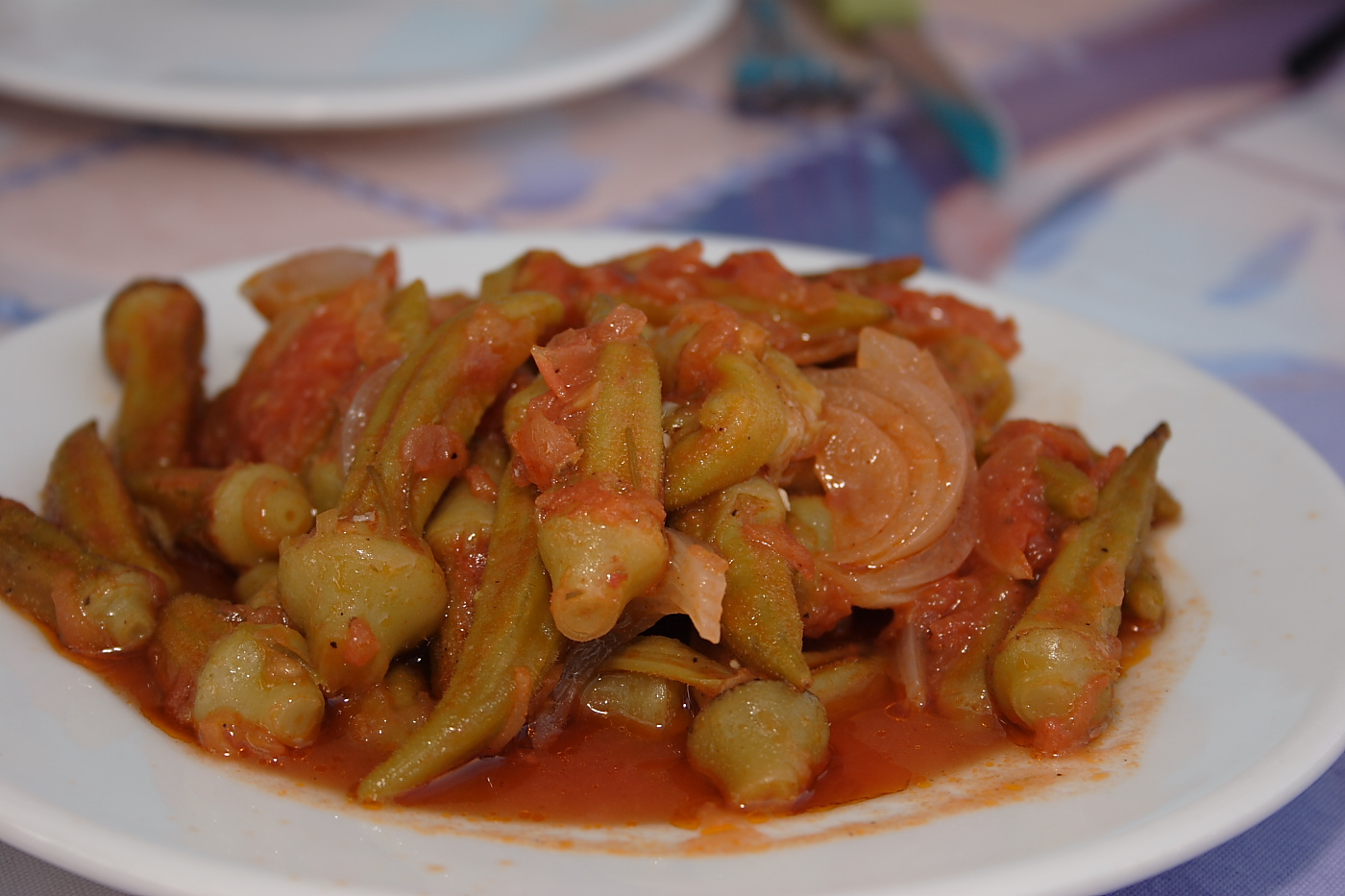
Ocra (Abelmoschus esculentus) cuinada amb tomàquet i ceba.
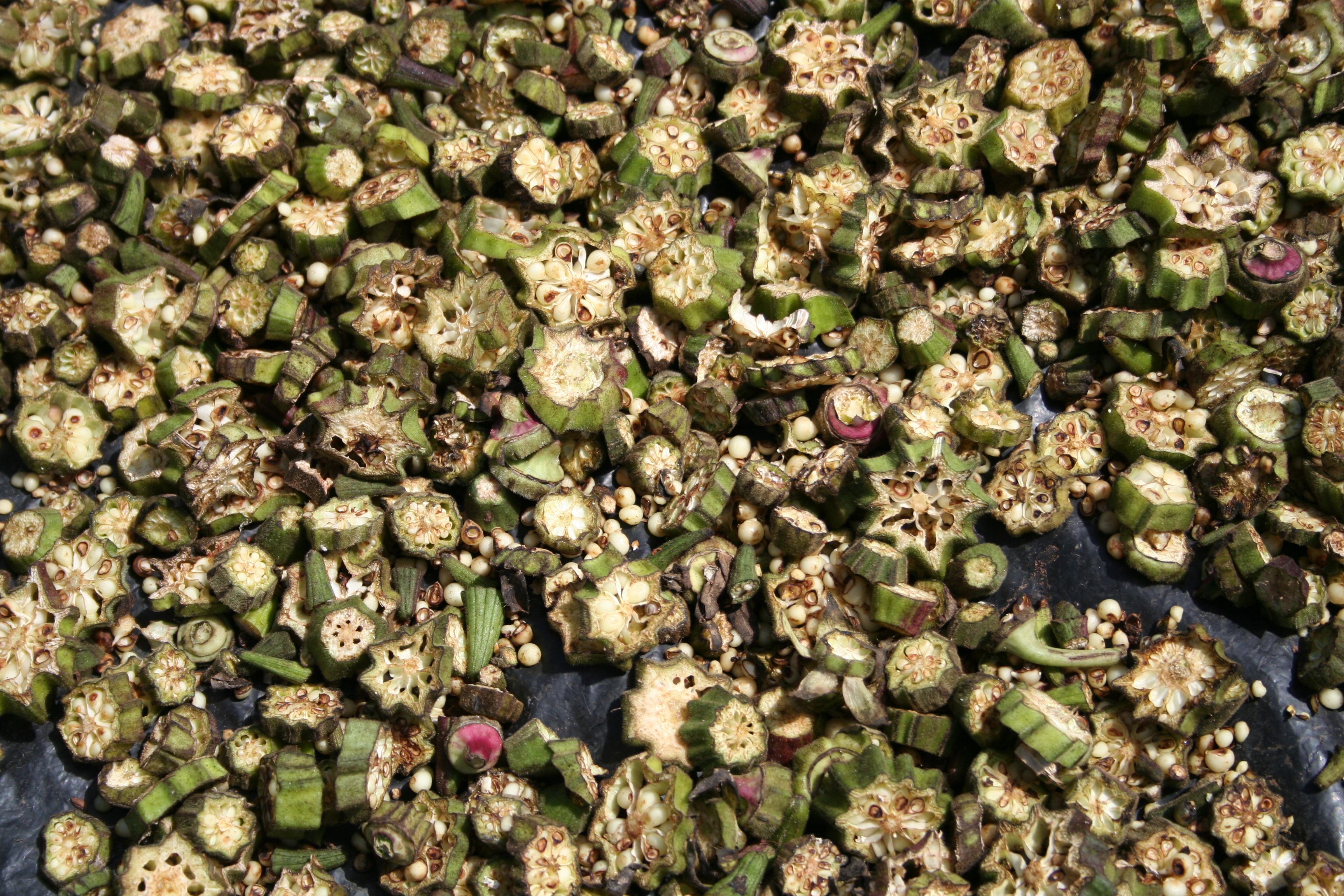
Ocra seca a l'Àfrica.
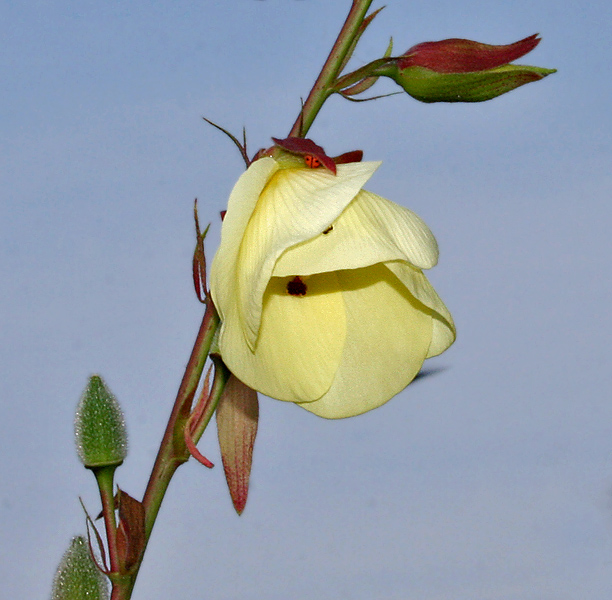
Abelmoschus manihot ssp. tetraphyllus.
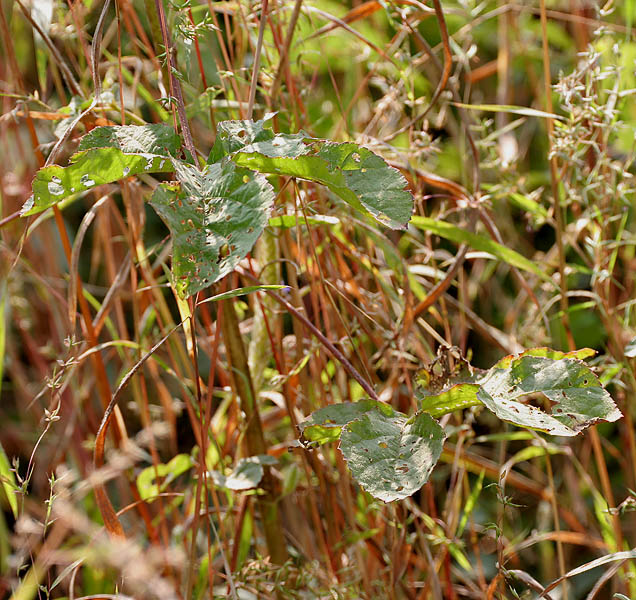
Abelmoschus ficulneus a Kawal Wildlife Sanctuary, Índia.
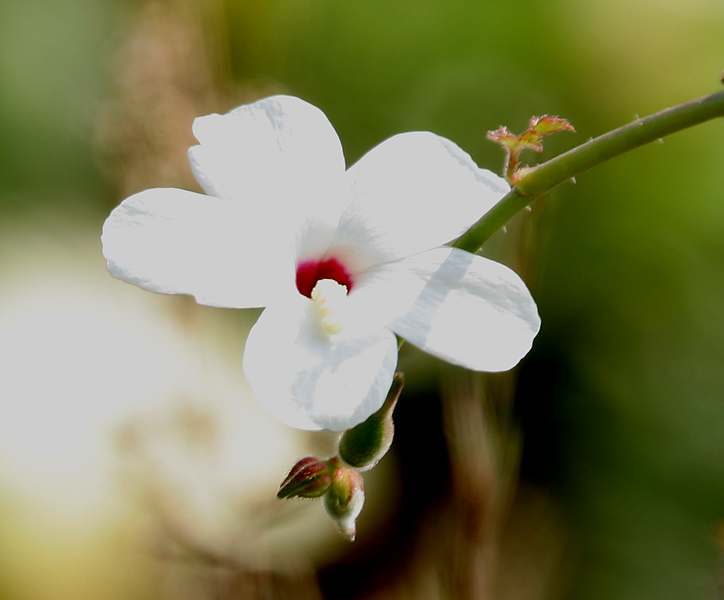
Abelmoschus ficulneus; flor.
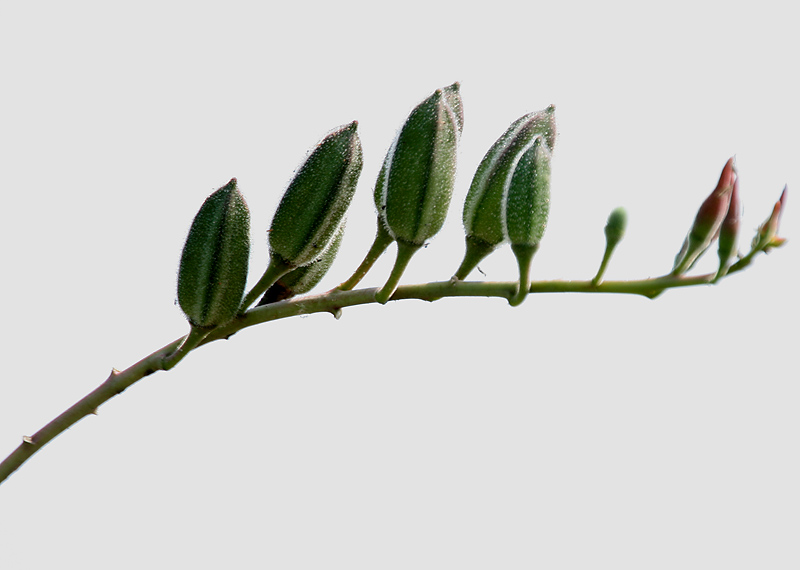
Abelmoschus ficulneus; fruit.